# بندر سر راه
بندر سر راه (سوئدی: Hamnstad) فیلمی سوئدی در ژانر درام به نویسندگی و کارگردانی اینگمار برگمان است که در سال ۱۹۴۸ منتشر شد. این فیلم بسیار تأثیرگرفته از نئورئالیسم است. این فیلم در سایت imdb توانسته نمره‌ی ۶/۶ را کسب کند.